# 聖地牙哥島 (維德角)
聖地亚哥島（葡萄牙語：Ilha de Santiago，得名于雅各）是維德角最大的島嶼，屬於背風群島的一部分，長75公里、寬35公里，面積達991平方公里，最高點海拔高度1,394米，位於大西洋。聖地亚哥島是該國最重要的農業中心。該國約一半人口居住該島，首都普拉亚亦設在聖地亚哥島。
聖地亚哥島位於馬約島和福古岛之間。島上的城鎮舊城於1462年設立，因此聖地亚哥島是維德角群島中最早有人居住的岛屿。自維德角共和國於1975年獨立後，該島人口增加了兩倍。島上產業主要是農業、旅遊業、漁業，但製造業並不重要。島上主要農產品為粟米、甘蔗、香蕉、咖啡和芒果。

## 歷史
約1460年，安东尼奥·达·诺拉發現了該島，駐軍於島上的舊城。跨洲奴隸貿易曾令舊城成為葡萄牙第二最富有的城市。葡萄牙不能好好保護聖地亚哥島，因為英國、法國、荷蘭和西班牙亦販賣奴隸及其後有海盜襲擊。1712年，首府從舊城遷往培亞平原。